# Gordon West
Gordon West (* 24. April 1943 in Darfield; † 10. Juni 2012) war ein englischer Fußballtorhüter. Als langjähriger Stammkeeper des FC Everton in den 1960er-Jahren gewann er 1963 und 1970 zwei englische Meisterschaften und dazu 1966 den FA Cup.

## Sportlicher Werdegang

### Vereinskarriere
Der Sohn eines Bergarbeiters wurde in der Nähe von Barnsley in Darfield geboren. Die fußballerisch ersten Schritte im Schulsport machte er zunächst als Feldspieler auf der Position des Mittelläufers, aber als er einen Mannschaftskameraden zum Probetraining nach Blackpool begleitete, überzeugte er unvermittelt durch seine Fähigkeiten als Torwart. Die Trainer des FC Blackpool zeigten sich beeindruckt und gerade einmal 17-jährig absolvierte West ab Januar 1961 die ersten Einsätzen in der höchsten englischen Spielklasse. Er absolvierte letztlich 33 Pflichtspiele für die „Tangerines“ und zu seinen Mannschaftskameraden zählten der junge Alan Ball sowie der Mittvierziger Stanley Matthews. Dazu hatte er den späteren Nationaltorhüter Tony Waiters auf die Ersatzbank verdrängt, bevor er im März 1962 für 27.500 Pfund zum FC Everton wechselte. Die Ablösesumme war zum damaligen Zeitpunkt ein Weltrekord in Bezug auf einen Torhüter.
West war die erste Verpflichtung von Evertons neuem Trainer Harry Catterick und immer noch im Teenageralter verdrängte der Neuling auf Anhieb den bisherigen Stammtorhüter Albert Dunlop. In insgesamt elf Jahren als „Nummer 1 der Toffees“ erwehrte er sich zumeist der Konkurrenz in Person von Andy Rankin und Geoff Barnett, wenngleich er sich zur Mitte der 1960er-Jahre für knapp zwei Jahre die Position mit Rankin „teilte“. Dabei gewann er 1963 und 1970 zwei englische Meisterschaften, was neben ihm nur noch den Mannschaftskameraden Brian Labone und Johnny Morrissey gelang. Dazu kam 1966 der FA Cup über einen 3:2-Finalsieg gegen Sheffield Wednesday – nach 0:2-Rückstand. Sein Torwartspiel zeichnete sich durch eine gewisse Extravaganz aus und zu den Stärken zählten gleichsam Schnelligkeit, gute Technik und ein mutiges Zweikampfverhalten. Ebenfalls große Beachtung fanden die für seine Zeit außergewöhnlich langen und präzisen Abwürfe zum Mitspieler, bedingt auch dadurch, dass er aufgrund einer hartnäckiger Oberschenkelverletzung nicht außerordentlich weit abzuschlagen wusste. Zusätzlich problematisch war für ihn seine Nervosität, unter der er während seiner gesamten Laufbahn litt; dazu hatte „Big Westy“, wie er genannt wurde, oft Schwierigkeiten damit, sein Gewicht zu halten. Eine besondere Verbindung pflegte er mit den Anhängern des Lokalrivalen FC Liverpool, die ihn wegen seiner Handtasche über Jahre zu verspotten pflegten und als „Mae West“ titulierten – während einer Gelegenheit überreichte ihm ein Fan der „Reds“ eine Frauenhandtasche. West reagierte nicht selten auf die Provokationen, indem er beispielsweise vor dem gegnerischen Publikum Handküsse in die Luft warf.
Der Transfer des englischen U-23-Torhüters David Lawson für eine weitere britische Rekordsumme in Höhe von 80.000 Pfund zum FC Everton im Jahr 1972 markierte das Ende von Wests Ära. Prompt trat er nach dem Ende der Saison 1972/73 als aktiver Spieler zurück. Die Entscheidung wurde von vielen Seiten als verfrüht aufgefasst, zumal West gerade einmal 30 Jahre alt war. Einen nicht unwesentlichen Anteil hatte daran jedoch auch seine Enttäuschung, da ihm von Trainer Catterick ein übliches Abschiedsspiel („Testimonial Match“) mit den lapidaren Worten „Du hast uns 27.500 Pfund gekostet.“ vorenthalten worden war. Für Everton war der Abgang letztlich ein großer Verlust und erst 1981 wurde er mit Neville Southall in den Augen der eigenen Anhänger adäquat ersetzt. Im Jahre 1976 feierte West bei den Tranmere Rovers ein Comeback. Dort war er zumeist „zweiter Torhüter“ hinter Dickie Johnson und nach gerade einmal 17 Ligapartien in den späten 1970er-Jahren zog er sich endgültig vom Fußballsport zurück.

### Englische Nationalmannschaft
In der englischen A-Nationalmannschaft kam West zwischen Dezember 1968 und Juni 1969 lediglich auf drei Länderspiele, was vor allem daran lag, dass Gordon Banks unumstrittener Stammtorhüter der „Three Lions“ war. Als England 1968 den dritten Platz bei der  Europameisterschaft belegte, war er immerhin die offizielle „Nummer 2“ hinter Banks. Auch zwei Jahre später sollte er eigentlich mit zur Weltmeisterschaft nach Mexiko reisen, aber er sagte mit der Begründung ab, dass er die freie Zeit nach der Meistersaison 1969/70 lieber bei seiner Familie verbringen wollte – West litt zudem häufig unter Heimweh.

## Nach dem Fußball
Nach der aktiven Laufbahn arbeitete West im Sicherheitsbereich am Stützpunkt der Royal Air Force in Woodvale, in der Nähe von Southport gelegen. Der Rückzug aus dem Fußballgeschäft fiel West nicht leicht und lange hielt er sich von Everton fern. Das lag neben finanziellen Schwierigkeiten auch daran, dass er sich für sein hohes Gewicht, das zwischenzeitlich deutlich über 150 Kilogramm betrug, schämte. Die Organisation der früheren Everton-Spieler („Everton Former Players’ Foundation“) sorgte letztlich dafür, dass ihm eine dringende Knieoperation bezahlt und er fortan wieder in Vereinsaktivitäten eingebunden wurde. Im Juni 2012 starb West letztlich an den Folgen einer Krebserkrankung.

## Titel/Auszeichnungen
- Englische Meisterschaft (2): 1963, 1970
- Englischer Pokal (1): 1966
- Charity Shield (2): 1963, 1970